# Campeonato Sudamericano de Atletismo Sub-23 de 2014
El sexto Campeonato Sudamericano de Atletismo Sub-23 fue disputado en Montevideo, Uruguay en la Pista de Atletismo Darwin Piñeyrúa entre el 3 y el 5 de octubre de 2014.
Aldemir da Silva Junior, de Brasil, nuevo récord de 200 m planos (20,50 s), y Déborah Rodríguez de Uruguay, nuevo récord de 400 m plano (52,53 s), fueron premiados con los títulos de mejores atletas (mejor marca técnica) del evento.

## Participantes
De acuerdo con una cuenta no oficial, participaron 310 atletas de 12 países. Esto está de acuerdo con las cifras oficiales publicadas.
| - Argentina (42) - Bolivia (8) - Brasil (81) - Chile (29) | - Colombia (17) - Ecuador (19) - Panamá (10) - Paraguay (16) | - Perú (23) - Surinam (2) - Uruguay (44) - Venezuela (19) |

## Resultados
Los resultados detallados pueden ser encontradosː  Los nombres de los atletas brasileños en esta lista de resultados fueron comprobados contra una lista de atletas seleccionados para el evento.
Para un detalle completo del eventoː Resultados del Campeonato Sudamericano de Atletismo Sub-23 de 2014

### Masculino
| Evento                                   | Oro                                                                            | Oro                      | Plata                                                                         | Plata                    | Bronce                                                                              | Bronce                   |
| ---------------------------------------- | ------------------------------------------------------------------------------ | ------------------------ | ----------------------------------------------------------------------------- | ------------------------ | ----------------------------------------------------------------------------------- | ------------------------ |
| 100 metros (viento: +0.3 m/s)            | Andy Martínez                                                                  | 10.40                    | Aldemir da Silva Junior                                                       | 10.47                    | Enrique Polanco                                                                     | 10.53                    |
| 200 metros (viento: +1.4 m/s)            | Aldemir da Silva Junior                                                        | 20.50 RC                 | Fredy Maidana                                                                 | 20.90 RN                 | Diego Palomeque                                                                     | 21.02                    |
| 400 metros                               | José Meléndez                                                                  | 46.05                    | Bernardo Baloyes                                                              | 46.11                    | Alexander Russo                                                                     | 46.35                    |
| 800 metros                               | Joseilton Cunha                                                                | 1:48.47                  | Lucas Rodrigues                                                               | 1:49.37                  | Luciro Garrido                                                                      | 1:50.87                  |
| 1500 metros                              | Carlos Díaz                                                                    | 3:44.52 RC               | Javier Marmo                                                                  | 3:47.47                  | Kevin Angulo                                                                        | 3:47.82                  |
| 5000 metros                              | Matías Silva                                                                   | 13:57.58 RC              | José Luis Rojas                                                               | 14:02.37                 | Yerson Orellana                                                                     | 14:04.30                 |
| 10000 metros                             | Matías Silva                                                                   | 30:13.81                 | Daniel Toroya                                                                 | 30:16.50                 | Ariel Méndez                                                                        | 30:19.61                 |
| 3000 metros con obstáculos               | Roberto Tello                                                                  | 8:57.49                  | Thiarles dos Santos                                                           | 9:02.16                  | Juan Medina                                                                         | 9:08.59                  |
| 110 metros con vallas (viento: +2.2 m/s) | Jonathas Brito                                                                 | 13.69 w                  | Eduardo dos Santos                                                            | 13.85 w                  | Diego Lyon                                                                          | 13.98 w                  |
| 400 metros con vallas                    | Wesley Martins                                                                 | 51.12                    | Yeferson Valencia                                                             | 51.19                    | Alfredo Sepúlveda                                                                   | 51.56                    |
| Salto de altura                          | Fernando Carvalho                                                              | 2.24 RC                  | Eure Yáñez                                                                    | 2.18                     | Alexander Bowen                                                                     | 2.15                     |
| Salto con pértiga                        | José Pacho                                                                     | 5.10                     | Jeff Oliverio                                                                 | 5.00                     | Walter Viáfara                                                                      | 4.85                     |
| Salto largo                              | Higor Alves                                                                    | 7.60 (viento: -0.7 m/s)  | Paulo Sérgio                                                                  | 7.59 (viento: -0.2 m/s)  | Juan Mosquera                                                                       | 7.40 (viento: -0.4 m/s)  |
| Triple salto                             | Kauam Bento                                                                    | 15.77 (viento: +2.8 m/s) | Álvaro Cortez                                                                 | 15.36 (viento: +0.8 m/s) | Mateus Adão de Sá                                                                   | 15.20 (viento: -1.2 m/s) |
| Lanzamiento de bala                      | Willian Braido                                                                 | 18.98                    | Willian Venâncio                                                              | 17.61                    | Juan Caicedo                                                                        | 16.17                    |
| Lanzamiento de disco                     | Mauricio Ortega                                                                | 60.46 RC                 | Felipe Lorenzon                                                               | 56.21                    | Mario David                                                                         | 55.40                    |
| Lanzamiento de martillo                  | Joaquín Gómez                                                                  | 67.98 RC                 | Humberto Mansilla                                                             | 65.27                    | Gabriel Kehr                                                                        | 63.38                    |
| Lanzamiento de jabalina                  | Braian Toledo                                                                  | 77.75                    | Tomás Guerra                                                                  | 70.00                    | Fabián Jara                                                                         | 68.78                    |
| Decatlón                                 | Renato dos Santos                                                              | 7025                     | Guillermo Ruggeri                                                             | 6887                     | Yuri Faustino                                                                       | 6868                     |
| Marcha 20 km                             | Manuel Soto                                                                    | 1:23:22.7 RC             | Richard Vargas                                                                | 1:23:25.6                | Kenny Pérez                                                                         | 1:25:08.4                |
| Relevo 4 x 100 metros                    | Brasil · Rodrigo Pereira · Ricardo de Souza · Antônio César · Aldemir da Silva | 39.74                    | Paraguay Cristián Leguizamón Fredy Maidana Jesús Cáceres Ángel Ayala          | 40.88 RN                 | Chile · Patricio Colarte · Sergio Aldea · Sergio Germain · Enrique Polanco          | 41.20                    |
| Relevo 4 x 400 metros                    | Brasil · Anderson Machado · Lucas de Araújo · Carlos Pereira · Alexander Russo | 3:08.95                  | Chile · Alfredo Sepúlveda · Sergio Germain · Alejandro Peirano · Sergio Aldea | 3:11.93                  | Colombia · Diego Palomeque · Miguel Alvarado · Yeferson Valencia · Bernardo Baloyes | 3:11.95                  |

### Femenino
| Evento                                   | Oro                                                                              | Oro                        | Plata                                                                        | Plata                     | Bronce                                                                                  | Bronce                   |
| ---------------------------------------- | -------------------------------------------------------------------------------- | -------------------------- | ---------------------------------------------------------------------------- | ------------------------- | --------------------------------------------------------------------------------------- | ------------------------ |
| 100 metros (viento: -1.2 m/s)            | Andrea Purica                                                                    | 11.50                      | Bruna Farias                                                                 | 11.52                     | Vitoria Cristina Rosa                                                                   | 11.64                    |
| 200 metros (viento: +0.4 m/s)            | Bruna Farias                                                                     | 23.61                      | Isidora Jiménez                                                              | 23.72                     | Karina da Rosa                                                                          | 23.72                    |
| 400 metros                               | Déborah Rodríguez                                                                | 52.53 RC, RN               | Natallia Silva                                                               | 53.14                     | Leticia de Souza                                                                        | 53.96                    |
| 800 metros                               | Déborah Rodríguez                                                                | 2:08.65                    | Mariana Borelli                                                              | 2:09.24                   | Pia Fernández                                                                           | 2:09.89                  |
| 1500 metros                              | Flávia de Lima                                                                   | 4:21.05 RC                 | Erika Lima                                                                   | 4:23.58                   | Zulema Arenas                                                                           | 4:25.30                  |
| 5000 metros                              | Soledad Torre                                                                    | 16:39.95 RC                | Jovana de la Cruz                                                            | 16:43.40                  | Giselle Álvarez                                                                         | 16:51.22                 |
| 10000 metros                             | Giselle Álvarez                                                                  | 35:28.30                   | Luzmery Rojas                                                                | 35:32.56                  | Jéssica Paguay                                                                          | 35:35.75                 |
| 3000 metros con obstáculos               | Zulema Arenas                                                                    | 10:06.25 RC                | Jovana de la Cruz                                                            | 10:18.74                  | July da Silva                                                                           | 10:34.62                 |
| 100 metros con vallas (viento: +2.4 m/s) | Génesis Romero                                                                   | 13.51 v                    | Gabriela Lima                                                                | 13.81 v                   | María Ignacia Eguiguren                                                                 | 13.93 v                  |
| 400 metros con vallas                    | Déborah Rodríguez                                                                | 58.49                      | Geisa Cardoso                                                                | 59.53                     | Brenda da Costa                                                                         | 60.86                    |
| Salto de altura                          | Tamara de Sousa                                                                  | 1.82                       | Ana de Oliveira                                                              | 1.82                      | Betsabé Páez                                                                            | 1.76                     |
| Salto con pértiga                        | Robeilys Peinado                                                                 | 3.90                       | Juliana Campos                                                               | 3.70                      | Noelina Madarieta                                                                       | 3.60                     |
| Salto largo                              | Yulimar Rojas                                                                    | 6.36 (viento: +0.8 m/s) RC | Jéssica dos Reis                                                             | 6.35 (viento: +0.7 m/s)   | Juliana Angulo                                                                          | 6.16 (viento: +0.8 m/s)  |
| Salto triple                             | Yulimar Rojas                                                                    | 13.35 (viento: -1.8 m/s)   | Nubia Soares                                                                 | 13.31 (viento: >-0.7 m/s) | Claudine Gimenes                                                                        | 12.81 (viento: +0.0 m/s) |
| Lanzamiento de bala                      | Ivana Gallardo                                                                   | 16.20                      | Izabela Rodrigues                                                            | 15.95                     | Esthefania da Costa                                                                     | 15.18                    |
| Lanzamiento de disco                     | Izabela Rodrigues                                                                | 58.70 RC                   | Lidiane Cansian                                                              | 56.77                     | Ivana Gallardo                                                                          | 51.75                    |
| Lanzamiento de martillo                  | Génesis Olivera                                                                  | 63.80                      | Mariana Marcelino                                                            | 61.18                     | Paola Miranda                                                                           | 57.06                    |
| Lanzamiento de jabalina                  | Edivania Araujo                                                                  | 53.79                      | Daniella Nisimura                                                            | 53.46                     | Laura Paredes                                                                           | 51.19                    |
| Heptatlón                                | Evelis Aguilar                                                                   | 5333                       | Fiorella Chiappe                                                             | 5207                      | Karen Lopes                                                                             | 5075                     |
| Marcha 20 km                             | Wendy Cornejo                                                                    | 1:37:43.1 RC               | Ángela Castro                                                                | 1:38:55.7                 | Yeseida Carrillo                                                                        | 1:42:20.5                |
| Relevo 4 x 100 metros                    | Brasil · Victoria Cristina · Bruna Farias · Andressa Fidelis · Evelyn Oliveira   | 45.44                      | Venezuela · Johana Pirela · Andrea Purica · Génesis Romero · Nediam Vargas   | 46.50                     | Chile · Macarena Borie · Josefina Gutiérrez · María Ignacia Eguiguren · Isidora Jiménez | 46.80                    |
| Relevo 4 x 400 metros                    | Brasil · Jéssica Roberti · Lourdes de Souza · Natallia da Silva · Flávia de Lima | 3:42.07                    | Venezuela · Johana Pirela · Maryury Valdez · Odellani Monges · Nediam Vargas | 3:45.89                   | Uruguay · Laura Lupano · Pia Fernández · Yenifer Silva · Déborah Rodríguez              | 3:50.35                  |

## Medallero
Fuenteː.
     El país sede está resaltado en azul lavanda
| Núm. | País      | Oro | Plata | Bronce | Total |
| ---- | --------- | --- | ----- | ------ | ----- |
| 1    | Brasil    | 18  | 21    | 12     | 51    |
| 2    | Venezuela | 7   | 4     | 1      | 12    |
| 3    | Chile     | 6   | 5     | 11     | 22    |
| 4    | Perú      | 3   | 4     | 2      | 9     |
| 5    | Colombia  | 3   | 2     | 5      | 10    |
| 6    | Uruguay   | 3   | 1     | 2      | 6     |
| 7    | Argentina | 2   | 3     | 2      | 7     |
| 8    | Bolivia   | 1   | 2     | 0      | 3     |
| 9    | Ecuador   | 1   | 0     | 4      | 5     |
| 10   | Paraguay  | 0   | 2     | 3      | 5     |
| 11   | Panamá    | 0   | 0     | 2      | 2     |